# Kaskotan
Kaskotan är en sjö i Torsby kommun i Värmland och ingår i Göta älvs huvudavrinningsområde. Sjöns area är 0,018 kvadratkilometer och den är belägen 281 meter över havet.